# Liberaldemokratiska partiet (Japan)
Liberaldemokratiska partiet (japanska: 自由民主党?, Jiyū Minshutō, förkortat Jimin-tō eller på engelska LDP) är ett konservativt politiskt parti i Japan. Det har sedan sitt grundande dominerat politiken i landet och hade år 2012 omkring 800 000 medlemmar.

## Historia
Liberaldemokratiska partiet kan spåra sitt ursprung till det konservativa partiet Rikken Seiyūkai, som upplöstes under andra världskriget. Partiet bildades formellt i november år 1955 genom en sammanslagning av landets två största konservativa partier, Liberala partiet och Japans demokratiska parti, för att ena motståndet mot Socialistiska partiet. I parlamentsvalet 1958 vann liberaldemokraterna hela 298 av 467 mandat i parlament. Därefter innehade partiet regeringsmakten under 54 år med undantag för tio månader under 1990-talets första hälft. Från 1950-talet fram till 1970-talet investerade CIA flera miljoner dollar i att påverka valresultaten i Japan till fördel för liberaldemokraterna.
Liberaldemokratiska partiet förlorade 2009 års val till Demokratiska partiet och tvingades gå i opposition. I valet som hölls i november 2012 vann Liberaldemokraterna återligen en jordskredsseger och återkom därmed till makten efter tre år i opposition.

## Politisk plattform
Partiet inkluderar rätt så varierande ideologiska strömningar som alla kan klassas som höger om de större oppositionspartierna. Man stödjer den konstitutionella monarkin och vissa framstående medlemmar har spelat på starkt nationalistiska sentiment genom att exempelvis besöka den kontroversiella helgedomen Yasukuni Jinja. Utrikespolitiskt har partiet alltid förespråkat nära samarbete med USA och under premiärminister Junichiro Koizumi skickade Japan för första gången sedan andra världskriget soldater utomlands, som del av den multinationella styrkan i Irak. Ekonomiskt stödjer man snabb, exportorienterad tillväxt och partiet har stått för en liberaliseringspolitik med privatiseringar och avregleringar. På grund av partiets långa period vid makten har man knutit nära kontakter med näringslivet, en slags "järntriangel", som lett till åtskilliga uppmärksammade korruptionsskandaler såsom Lockheedaffären. 

## Galleri

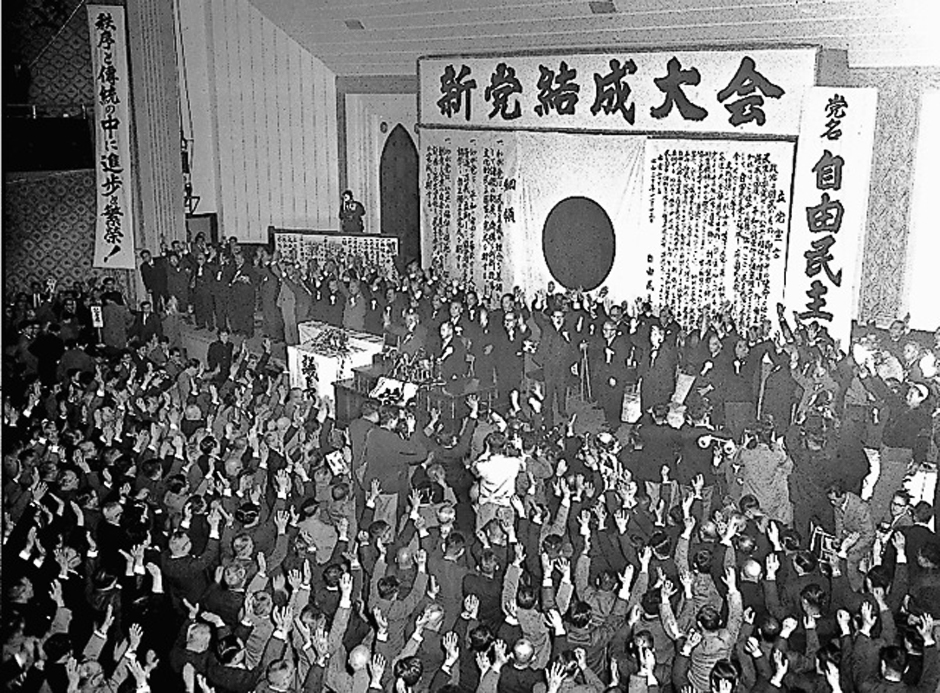
LDP:s grundande möte den 15 november 1955
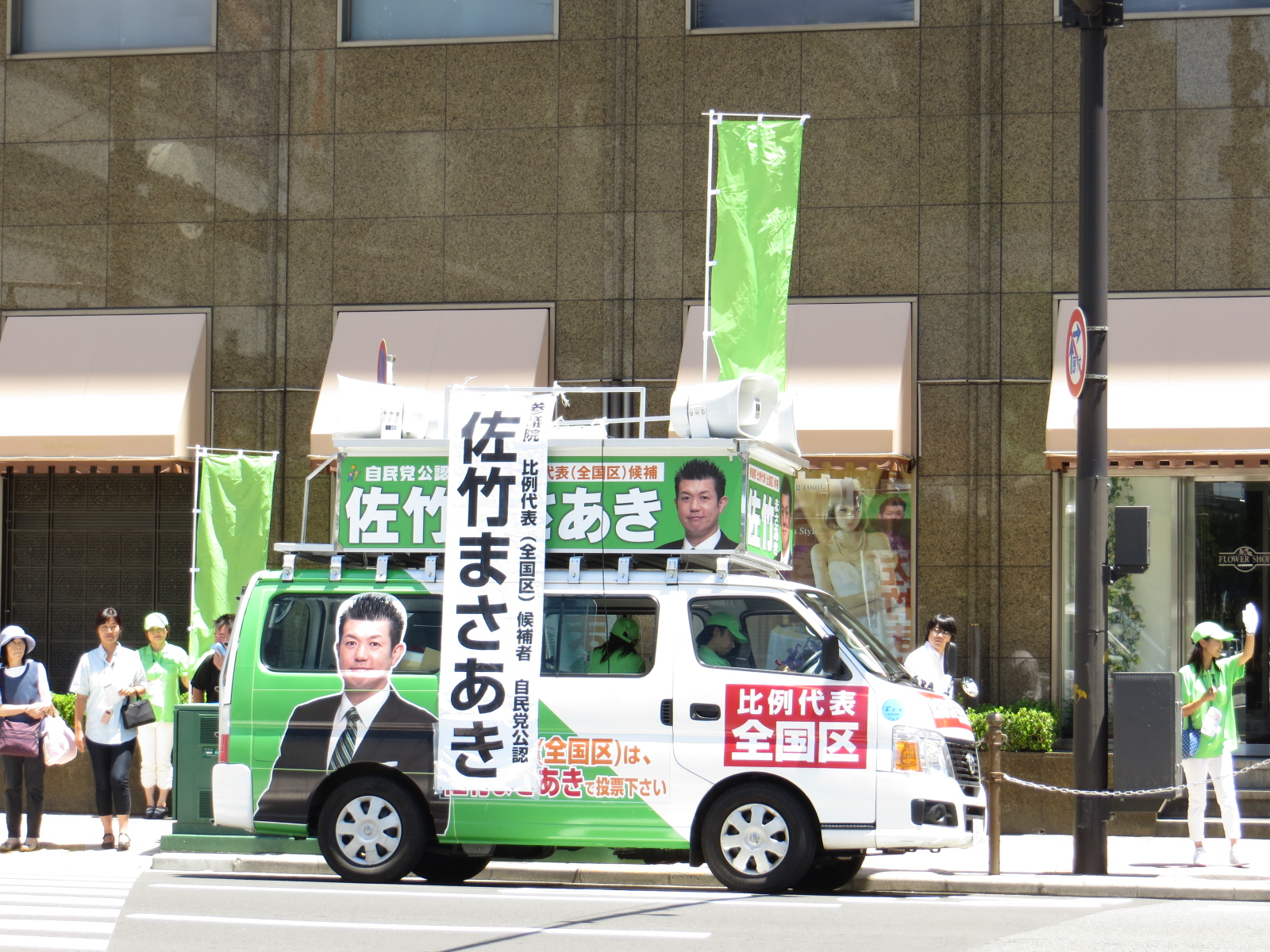
LDP:s valbil år 2013
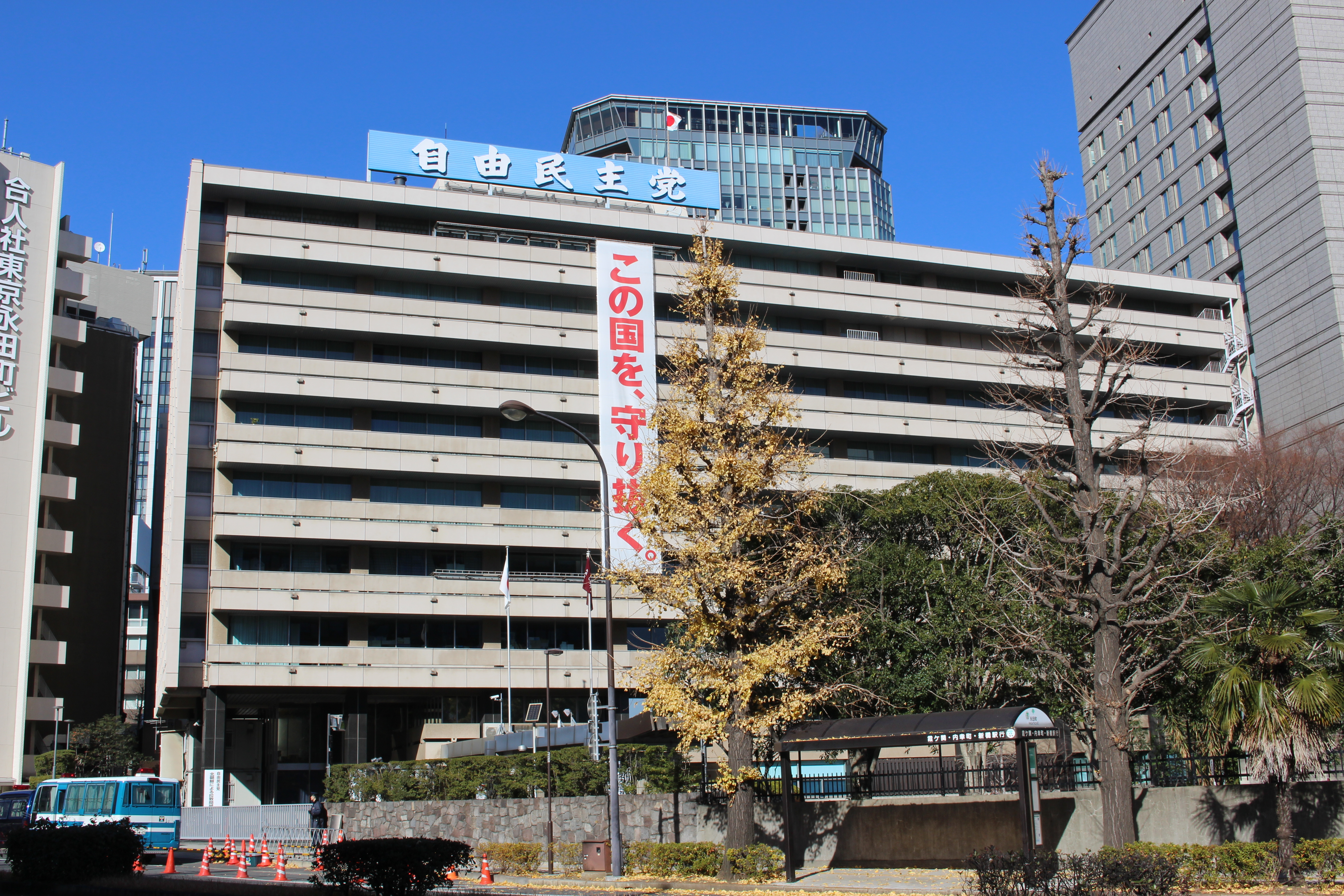
Partikansliet i Tokyo

### Fotnoter
1. ↑  Karan, Pradyumna P. (2005), Japan in the 21st century: environment, economy, and society, University Press of Kentucky, http://books.google.co.uk/books?id=wS5kcRvShg8C&pg=PT259&dq=Liberal+Democratic+Party+Japan+conservative&hl=en&sa=X&ei=5ZZXT9XDIpHoObG-0Y0N&ved=0CE0Q6AEwBTgK#v=onepage&q=Liberal%20Democratic%20Party%20Japan%20conservative&f=false
2. ↑  Christensen, Ray (2000), Ending the LDP Hegemony: Party Cooperation in Japan, University of Hawaii Press, s. 232, http://books.google.co.uk/books?id=FEyBvmGFyU0C&pg=PA232&dq=Liberal+Democratic+Party+Japan+conservative&hl=en&sa=X&ei=5ZZXT9XDIpHoObG-0Y0N&ved=0CFQQ6AEwBjgK#v=onepage&q=Liberal%20Democratic%20Party%20Japan%20conservative&f=false
3. ↑  Japan Times What’s the LDP’s true agenda? March 23, 2013
4. ↑  Nohlen, D, Grotz, F & Hartmann, C (2001) Elections in Asia: A data handbook, Volume II, s.381 ISBN 0-19-924959-8
5. ↑  Weiner, Tim (9 oktober 1994). ”C.I.A. Spent Millions to Support Japanese Right in 50's and 60's”. New York Times. http://query.nytimes.com/gst/fullpage.html?res=9C0DE2DA113DF93AA35753C1A962958260. Läst 29 december 2007.
6. ↑  ”Foreign Relations of the United States, 1964-1968, Vol. XXIX, Part 2, Japan”. USA:s utrikesdepartement. 18 juli 2006. Arkiverad från originalet den 20 juli 2006. https://web.archive.org/web/20060720074551/http://www.state.gov/r/pa/ho/frus/johnsonlb/xxix2/. Läst 29 december 2007.
7. ↑  ”Japan Victor Hails 'Revolution'”. BBC. 30 augusti 2009. http://news.bbc.co.uk/2/hi/asia-pacific/8229744.stm. Läst 30 augusti 2009.